# The Piece Maker 3: Return of the 50 MC's
Albums de Tony Touch
Reggaetony 2
(2007)
The Piece Maker 3: Return of the 50 MC's est le sixième album studio de Tony Touch, sorti le 9 juillet 2013.
L'album s'est classé 14e au Top Rap Albums, 26e au Top R&B/Hip-Hop Albums, 33e au Top Independent Albums et 175e au Billboard 200.

## Liste des titres
| No  | Titre | Contient un (des) sample(s) de                           | Durée |
| --- | --- | -------------------------------------------------------- | ----- |
| 1.  | Touch and D-Stroy (featuring D-Stroy – Produit par DJ Premier)                                              | Bad Boy This, Bad Boy That de Da Band featuring P. Diddy | 3:26  |
| 2.  | Ladies First Freestyle (featuring Rah Digga et Angie Martinez – Produit par Psycho Les)                     |                                                          | 1:38  |
| 3.  | Double A (featuring A.G. et Masta Ace – Produit par Psycho Les)                                             |                                                          | 3:06  |
| 4.  | Hold That (featuring Busta Rhymes, J-Doe, Reek da Villain et Roc Marciano – Produit par Dready)             |                                                          | 4:29  |
| 5.  | You Know You Love This (featuring M.O.P. – Produit par Lil Fame)                                            |                                                          | 2:32  |
| 6.  | V.I.P. (featuring Too $hort, Xzibit et Kurupt – Produit par Koolade)                                        |                                                          | 3:57  |
| 7.  | Hit This Freestyle (featuring B-Real – Produit par Psycho Les)                                              |                                                          | 1:03  |
| 8.  | Brooklyn's the Borough (featuring Papoose et Uncle Murda – Produit par Tony Touch)                          |                                                          | 2:20  |
| 9.  | Random (featuring Sean Price et Guilty Simpson – Produit par PF Cuttin)                                     |                                                          | 2:38  |
| 10. | Thought Process (featuring Black Thought – Produit par Psycho Les)                                          |                                                          | 1:28  |
| 11. | Bars (featuring Styles P, Sheek Louch et Jadakiss – Produit par JuJu)                                       |                                                          | 2:26  |
| 12. | World Premier (featuring Liknuts – Produit par Psycho Les)                                                  |                                                          | 1:28  |
| 13. | Unorthodox (featuring Raekwon, JD Era, Ghostface Killah et RZA – Produit par Tony Touch, Psycho Les et RZA) |                                                          | 3:23  |
| 14. | Symphony in H (featuring Eminem – Produit par Eminem)                                                       |                                                          | 1:29  |
| 15. | Bounce (featuring Twista et Bun B – Produit par Psycho Les)                                                 |                                                          | 3:18  |
| 16. | One Person Thirstin (featuring Thirstin Howl III – Produit par Thirstin Howl III)                           |                                                          | 1:39  |
| 17. | Power Cypha (featuring Willie the Kid – Produit par A Villa)                                                |                                                          | 1:29  |
| 18. | A Queen's Thing (featuring Action Bronson et Kool G Rap – Produit par Statik Selektah)                      |                                                          | 2:50  |
| 19. | Take It to the Bronx (featuring KRS-One, Fat Joe et Sadat X – Produit par Psycho Les)                       |                                                          | 2:41  |
| 20. | Aw Shux (featuring Termanology – Produit par Tony Touch)                                                    |                                                          | 1:31  |
| 21. | Street Corner Freestyle (featuring Prodigy – Produit par JuJu)                                              |                                                          | 1:21  |
| 22. | Slaughter Session (featuring Joell Ortiz, Royce da 5'9" et Crooked I – Produit par Just Blaze)              |                                                          | 2:35  |
| 23. | Let's Go (featuring Redman, Method Man et Erick Sermon – Produit par Erick Sermon)                          |                                                          | 3:13  |
| 24. | Questions (featuring N.O.R.E., Al Joseph et Reek da Villian – Produit par Charlie Brown)                    |                                                          | 3:16  |
| 25. | Gmi Freestyle (featuring Gob Goblin, Starvin B et Spit Gemz – Produit par Psycho Les)                       |                                                          | 2:50  |